# 小栗浩
小栗 浩（おぐり ひろし、1920年5月22日 ‐ 2020年10月10日）は、日本のドイツ文学者。文学博士（北海道大学・論文博士・1968年）。東北大学名誉教授。

## 来歴
北海道函館市生まれ。弟はフランス史学者の小栗了之。小樽中学校（4年修了）、弘前高等学校を経て、1941年東京帝国大学文学部独文科卒業。1946年、松本高等学校講師、教授。1948年、北海道大学法文学部助教授。1959年から1960年にかけてヨーロッパに留学し、1964年、北海道大学文学部教授。1968年、「「西東詩集」研究 その愛を中心として」により、文学博士（北海道大学）の学位を取得。1973年、東北大学教授、1984年定年退官、名誉教授、日本大学文理学部教授となり、1990年に定年退任。2020年10月10日死去、100歳。

## 著書
- 『「西東詩集」研究 その愛を中心として』郁文堂、1972年
- 『人間ゲーテ』岩波新書、1978年
- 『近代ドイツ文学論集』東洋出版、1982年
- 『ドイツ古典主義の成立』東洋出版、1983年
- 『続 近代ドイツ文学論集』東洋出版、1996年
- 『続々・近代ドイツ文学論集 (ゲーテとその周辺)』朝日出版社、2006年
- 『北窓集 一独文学者の感想』同学社、2010年

共著
- 『演習ドイツ文法』 永井義哉共著、 第三書房、1960年
- 登張正実『ヘルダーとゲーテ　ドイツ・フマニスムスの一系譜』中央公論社〈世界の名著 38（中公バックス）　ヘルダー／ゲーテ〉、1979年。doi:10.11501/12406058。

### 翻訳
- グラッベ『ドン・ジュアンとファウスト』育生社、1948年、doi:10.11501/1132187
  - クリスティアン・ディートリヒ・グラッベ『ドン・ジュアンとファウスト』現代思潮社〈古典文庫 4〉、1967年。doi:10.11501/1698477。
- 『現代ドイツ文学全集 第1巻』（ハウプトマン篇）「ハンネレの昇天-幻想詩」河出書房、1954年
- 『世界民話全集 4（中欧篇）』「ドイツ、ジプシー」河出書房、1954年
- 『世界民話全集 5（東欧篇）』「ギリシャ」 河出書房、1954年
- 『ヘルマン・ヘッセ全集 第15』「思い出草」三笠書房、1957年
- 『世界文学全集 第45（ハインリヒ・マン）』「臣下」「解説・年譜」筑摩書房、1967年
- クラウス・マン『転回点 1 マン家の人々』晶文社、1970年
- ハインリヒ・マン『歴史と文学』晶文社、1971年、doi:10.11501/12587877
- ハインリヒ・マン『アンリ四世の青春』晶文社、1973年、新版1989年
- 『世界の名著 続 7』ヘルダー「人間性形成のための歴史哲学異説」（七字慶紀共訳）中央公論社、1975年
- 『世界の文学 20（ノサック）』「待機」集英社、1977年、doi:10.11501/12445309
- 『世界文学全集 19（ゲーテ）』「ヴィルヘルム・マイスターの演劇的使命」「解説」講談社、1977年
- 『ゲーテ全集 5』「トルクヴァート・タッソー」「エピメーニデスの目覚め」潮出版社、1980年、新版2003年
- 『ゲーテ全集 15』「書簡」潮出版社、1981年、新版2003年
- 『世界文学全集 42（ボードレール、マイヤー、ペイター）』 コンラート・マイヤー「ペスカラの誘惑」「解説」集英社、1981年
- ハインリヒ・マン『アンリ四世の完成』晶文社、1989年
- 『集英社ギャラリー「世界の文学」11（ドイツ 2）』 ノサック「カサンドラ」集英社、1990年
- リオン・フォイヒトヴァンガー『トレド風雲録』晶文社、1991年

記念論集
- 『ドイツ文学論集 小栗浩教授退官記念』 東洋出版、1984年